# بتشيلمو

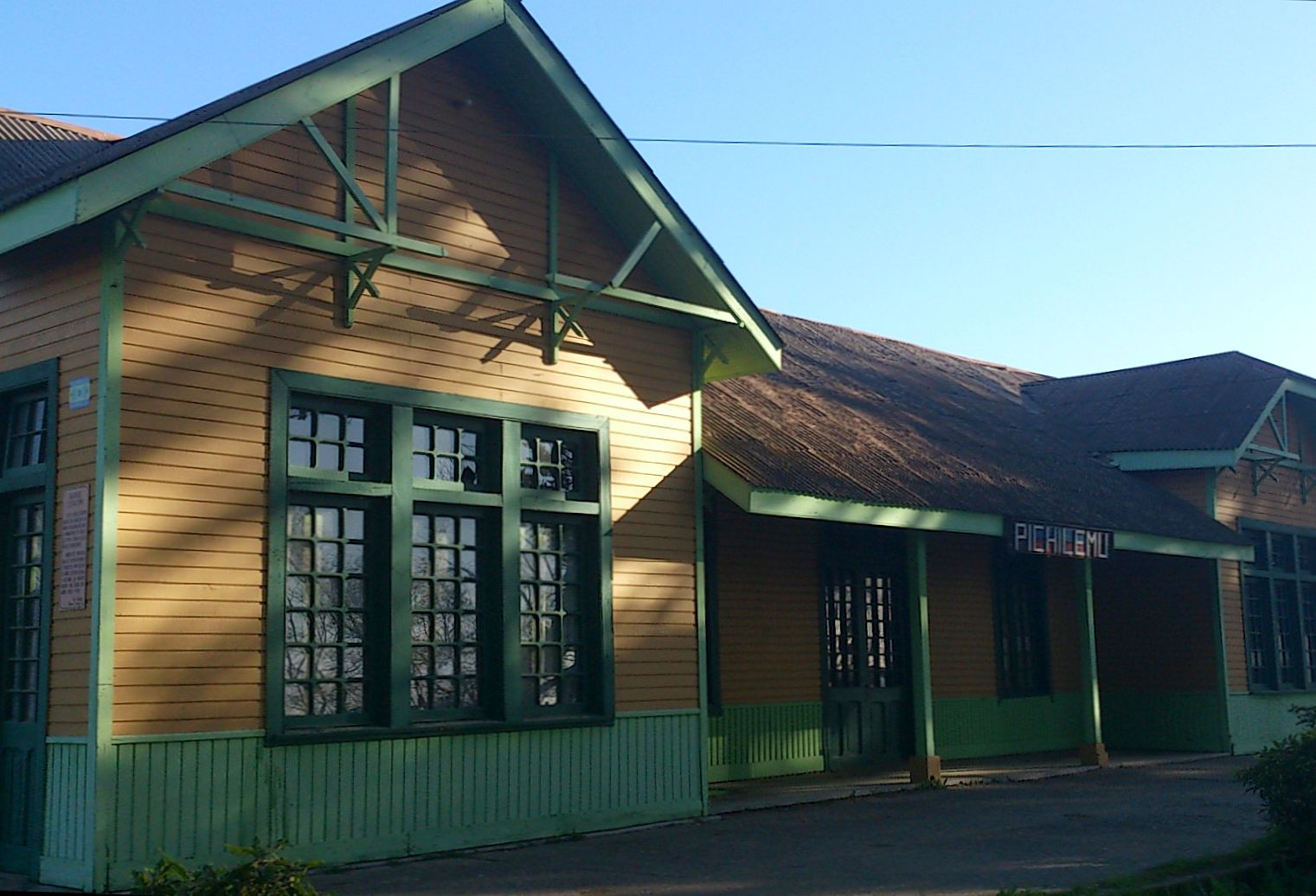
محطة القطارات القديمة ببتشيلمو

بتشيلمو (بالإسبانية: Pichilemu)‏ مدينة ساحلية سياحية في التشيلي. وهي عاصمة مقاطعة كاردينال كارو، إقليم أوهيغينز.